# Ногойбаев, Болотбек Бердибекович
Болотбек Бердибекович Ногойбаев (10 ноября 1955, с. Тельман, Панфиловский район, Чуйская область, Киргизская ССР — 24 декабря 2016, Бишкек, Кыргызстан) — киргизский государственный деятель, министр внутренних дел Кыргызстана (2007—2008), генерал-лейтенант милиции.

## Биография
В 1987 г. окончил Академию МВД СССР. Доктор юридических наук.
В 1973—1975 гг. служил в рядах Советской Армии.
- 1976—1985 гг. — милиционер, командир отделения, инспектор ОУР, начальник инспекции, начальник отделения УР, заместитель начальника ОВД станции «Пишпек»,
- 1985—1987 гг. — курсант Академии МВД СССР,
- 1987—1990 гг. — начальник линейного ОВД станции «Пишпек»,
- 1990—1995 гг. — начальник Свердловского РОВД Бишкека,
- 1995—1996 гг. — заместитель начальника УВД Таласской области,
- 1996—1998 гг. — начальник Управления уголовного розыска МВД Кыргызской Республики,
- 1998—1999 гг. — начальник УВД Ошской области,
- 1999—2001 гг. — заместитель министра внутренних дел Кыргызской Республики,
- 2001—2002 гг. — начальник Главного управления уголовного розыска (ГУУР) МВД Кыргызской Республики,
- 2002—2005 гг. — заместитель министра внутренних дел Кыргызской Республики,
- январь-август 2005 г. — главный инспектор Совета безопасности Кыргызской Республики,
- 2005—2007 гг. — директор Агентства Кыргызской Республики по контролю наркотиков,
- 2007—2008 гг. — министр внутренних дел Кыргызской Республики.

Был назначен на этот пост на фоне политического кризиса, когда бывший премьер-министр Феликс Кулов возглавил оппозицию, требовавшую проведения досрочных выборов и изменения конституции, а затем и отставки президента республики Курманбека Бакиева. 16 апреля 2007 г. Ногойбаев заявил, что силовики разгонят манифестантов в случае массового нарушения общественного порядка, что и произошло в ночь с 19 на 20 апреля 2007 г.
В 2008—2009 гг. — директор Агентства Кыргызской Республики по контролю наркотиков. Освобожден от должности в связи с реорганизацией агентства.
Затем работал в должности доцента кафедры уголовного права Киргизской государственной юридической академии при Правительстве Кыргызской Республики. Автор более 58 научных публикаций. В 1999 г. УВД Ошской области под его редакцией издало «Методические рекомендации по организации противодействия экстремистским религиозным движениям и организациям». Редактор учебно-методического пособия «Ведение боевых действии» для сотрудников Внутренних войск (МВД КР, 2000).
Специальное звание — генерал-лейтенант милиции.
Семья: жена и двое сыновей.
Скончался 24 декабря 2016 года в Бишкеке, похоронен на Ала-Арчинском кладбище.

## Награды и звания
Был награждён медалью «Манас-1000», «За безупречную службу в Вооруженных Силах Киргизии» I степени, Почетной грамотой Кыргызской Республики, а также ведомственными медалями МВД Кыргызской Республики и стран СНГ.